# Severino Reija
Severino Reija Vázquez  (født 25. november 1938 i Lugo, Spanien) er en spansk tidligere fodboldspiller (venstre back).
På klubplan repræsenterede Reija henholdsvis Deportivo La Coruña og Real Zaragoza, med længst tid (10 sæsoner) hos Zaragoza. Han nåede at spille mere end 250 ligakampe for klubben, og var med til at vinde både to udgaver af Copa del Rey samt UEFA Messebyturneringen i 1964.
Reija spillede desuden 20 kampe for det spanske landshold. Han blev europamester med Spanien ved EM 1964 på hjemmebane, men var dog ikke på banen i turneringen. Han var også med i spaniernes trup til både VM 1962 i Chile, samt VM 1966 i England.

## Titler
Copa del Rey
- 1964 og 1966 med Real Zaragoza

UEFA Messebyturnering
- 1964 med Real Zaragoza

EM
- 1964 med Spanien